# Tarsoly Péter
Tarsoly Péter (Budapest, 1980. december 28. –) magyar földmérő mérnök, geoinformatikai szakmérnök, okleveles geoinformatikus,  barlangkutató; a Magyar Tudományos Akadémia köztestületének, a Geodéziai és Geoinformatikai Tudományos Bizottságnak, a Magyar Karszt- és Barlangkutató Társulat Vulkánszpeleológiai Kollektívájának tagja, a Styx Barlangkutató Egyesület vezetőségi tagja, a Nemzetközi Barlangtani Unió Pszeudokarszt Bizottságának tagja.

## Életrajz
1999 és 2002 között tanult a Nyugat-Magyarországi Egyetem Geoinformatikai Főiskolai Karon, ahol kitüntetéses diplomát kapott földmérő mérnök BSc-szakon. 2005 és 2007 között a Nyugat-Magyarországi Egyetem Geoinformatikai Karán tanult geoinformatikai szakmérnöknek, kitüntetéses diplomát kapott. 2007 és 2008 között a Salzburgi Egyetemen tanult, ahol okleveles geoinformatikus MSc végzettséget szerzett. 2013-ban szerzett summa cum laude doktori címet a Nyugat-magyarországi Egyetem Kitaibel Pál Környezettudományi Doktori Iskolájában, dolgozatát a Velencei-hegységben található gránit- és andezitbarlangokról írta.
Tarsoly Péter közel 80 magyarországi barlang felfedezésében és feltárásában vett részt.